# Susan Shabangu
Susan Shabangu (28 februari 1956) is een Zuid-Afrikaanse politica voor het Afrikaans Nationaal Congres (ANC).

## Loopbaan
Na haar schooltijd op de Madibane High School in Soweto werd Shabangu maatschappelijk werker en anti-apartheidssactivist, lid van onder andere de Federatie van Zuid-Afrikaanse Vrouwen (FEDSAW) en van het ANC. Tussen 1980 en 1985 was zij assistent-secretaris van de FEDSAW. In 1981 was zij lid van het anti-republikeinse campagnecomité, en van 1982 tot 1990 lid van de commissie voor de vrijlating van Nelson Mandela. In 1984 werd ze organisator van het Amalgamated Black Worker's Project en later van het Congress of South African Trade Unions (COSATU).
Bij de algemene verkiezingen van 1994 werd Shabangu lid van de Nationale Vergadering, waarin zij sindsdien de kieskring Nokeng tsa Taemane vertegenwoordigde. Aan het begin van haar lidmaatschap van het parlement was zij lid van de comités voor werkgelegenheid, voor vervoer, en voor handel en industrie.
In juli 1996 kreeg ze haar eerste regeringspost, als viceminister van Mijnbouw en Energie onder minister Penuell Maduna. Ze had deze functie in het kabinet-Mandela en in het eerste kabinet-Mbeki. Daarna fungeerde zij van april 2004 tot 2009 in het tweede kabinet-Mbeki en in het kabinet-Motlanthe als viceminister van Veiligheid, en was zij directeur van het organisatiecomité voor het wereldkampioenschap voetbal van 2010.
Op 10 mei 2009 benoemde president Jacob Zuma Shabangu in zijn eerste kabinet als minister van Mijnbouw. In deze functie kreeg ze te maken met ernstige stakingen in de platinamijnen. In het daaropvolgende tweede kabinet-Zuma kreeg zij in 2014 de functie van minister van Vrouwenzaken in het Kantoor van de President. Tussen 2018 en 2019 was Shabangu minister van Sociale Ontwikkeling in het eerste kabinet van Cyril Ramaphosa.
Shabangu is lid van de Nationale uitvoerende raad van het ANC en vicepresident van het Nationale Instituut voor arbeid en ontwikkeling.

## Activisme
In 2015 ondertekende Shabangu een open brief van de One Campagne aan Angela Merkel en Nkosazana Dlamini-Zuma, die toen respectievelijk voorzitter waren van de G7 in Duitsland en de Afrikaanse Unie in Zuid-Afrika. In deze brief werd hen gevraagd zich te concentreren op vrouwen bij het vaststellen van prioriteiten voor een VN-top in september 2015, die nieuwe ontwikkelingsdoelen zou vaststellen.